# Saphenophis antioquiensis
Saphenophis antioquiensis är en ormart som beskrevs av Dunn 1943. Saphenophis antioquiensis ingår i släktet Saphenophis och familjen snokar. Inga underarter finns listade i Catalogue of Life.
Arten förekommer i Colombia. Den första individen hittades vid 2560 meter över havet. Honor lägger ägg.